# 国际园艺生产者协会
國際園藝生產者協會（英語：International Association of Horticultural Producers，缩写）是各國園藝家组成的國際組織，總部設於英國牛津。1948年，一群歐洲園藝家為促進第二世界大戰後的國際交流活動，於瑞士蘇黎世成立該組織。現任務包含促進園藝業發展、保護植物育種者利益、管理國際園藝博覽會等。